# Bakeridesia nelsonii
Bakeridesia nelsonii là một loài thực vật có hoa trong họ Cẩm quỳ. Loài này được (Rose) D.M.Bates mô tả khoa học đầu tiên năm 1973.